# Schlotheimia wainioi
Schlotheimia wainioi är en bladmossart som beskrevs av Brotherus 1891. Schlotheimia wainioi ingår i släktet Schlotheimia och familjen Orthotrichaceae. Inga underarter finns listade i Catalogue of Life.